# E606 (trasa europejska)
E606 - oznaczenie europejskiej trasy, wiodącej przez Francję z Angoulême do Bordeaux. 